# زمان تعطیل‌کردن
«زمان تعطیل کردن» (به انگلیسی: Closing Time) آلبومی از هنرمند اهل ایالات متحده آمریکا تام ویتس است که در مارس ۱۹۷۳ منتشر شد.